# Jam (god)
Jam, ook Jamm of Yam(m), Ya'a of Yaw was in de Fenicische mythologie de god van de zee en het water in het algemeen. In sommige mythen is hij een van de 'ilhm (Elohim)' of zonen van El, de naam die aan het Levantijns pantheon wordt gegeven. Hij wordt ook Nahar genoemd, wat stroom betekent, en een van zijn epitheta is "Heersende Stroom".
Jam is de godheid van de oerchaos waarvan hij de macht van de onbeheerste ziedende zee vertegenwoordigt. Hij is degene die over stormen en rampen heerst. De goden verdreven hem van de berg Tseëphon (in Syrië, ook de Berg Sapan of Berg Casius) Aramees Zion, huidige Jebel Aqra. De zevenkoppige draak Lotan wordt nauw met hem geassocieerd en het slangensymbool wordt vaak gebruikt om hem te beschrijven.
Van alle goden is Jam de meest vijandige tegenover Baäl. Als zeegod heeft hij zijn verblijf in de duistere afgrond van de Oerruimte die met de oceaan wordt geassocieerd. Hij wordt wat dat betreft beschouwd als de Griekse god Poseidon. Hij betwist Mot zijn heerschappij over de onderwereld en volgens de mythen bestrijden beide elkaar, maar alhoewel ze elkaar regelmatig lijken te doden, verschijnen ze ook weer elk om beurten in een cyclisch patroon. Sommige auteurs verklaren dit als een verzinnebeelding van de terugkerende seizoenen.
Volgens in Ugarit gevonden teksten, (de Baälcyclus) vroeg Jam de oppergod El om de heerschappij over alle andere goden. El stemde daarin toe op voorwaarde dat hij eerst Baäl zou verslaan. Maar de vruchtbaarheidsgod rustte zichzelf uit met magische wapens die door de smidgoden waren gemaakt alvorens hij ten strijde trok. En hij doodde Jam, verspreidde al zijn lichaamsdelen, en kroonde toen zichzelf tot koning. 

Deze mythe verzinnebeeldt hoe de chaotische natuurkracht wordt beheerst. Volgens een andere mythe werd Jam vergoed voor zijn verlies doordat hij de godin Astarte als bruid kreeg.
De naam van de oude god 'El' veranderde tot 'Yaw', dat als synoniem gold, rond 2300 v.C. De hemelgod werd nadien in Israël verdrongen door de stormgod Jahweh.
In het Oude Egypte is Jaw bekend van een fragmentaire papyrus (de Astartepapyrus). Daarin is te lezen dat Jaw een al te hoge belasting eiste van de andere goden en dat hij daarin werd tegengegaan door Astarte.
Mythologisch vergelijkend onderzoek wijst volgens sommigen op een gemeenschappelijke origine van Jam en de Joodse god Jahweh, de God van de Israëlieten, waarbij men zich mede baseert op de negatieve benadering van Baäl die in de Hebreeuwse Bijbel naar voren komt. Anderen wijzen een gemeenschappelijke godsdiensthistorische oorsprong echter af. Zij wijzen op de grote verschillen tussen Jam en Jahweh en op het feit dat in de Hebreeuwse Bijbel Jahweh regelmatig tegenover de chaosmachten van de zee (Hebr. Jam) staat.